# Koparjev graben
Koparjev graben je potok, ki svoje vode nabira v hribovju vzhodno od Ljubljane, v okolici vasi Janče. Izliva se v Brajdov potok, ki se pridruži potoku Jevnica, ta pa se kot desni pritok pri vasi Jevnica izliva v reko Savo. 